# Podivice (Kaliště)
Podivice (německy Podiewitz) je malá vesnice, část obce Kaliště v okrese Pelhřimov. Nachází se asi dva kilometry západně od Kaliště.
Podivice je také název katastrálního území o rozloze 2,93 km².

## Název
Název vesnice je odvozen z osobního jména Podiva ve významu ves lidí Podivových. V historických pramenech se jméno vsi objevuje ve tvarech: Podiewicz (1352), Podivice (1482) a Podiwicze (1654).

## Historie
První písemná zmínka o vesnici pochází z roku 1352. Do roku 1979 byly Podivice samostatnou obcí. Od 1.1.1980 jsou částí obce Kaliště.

## Další fotografie

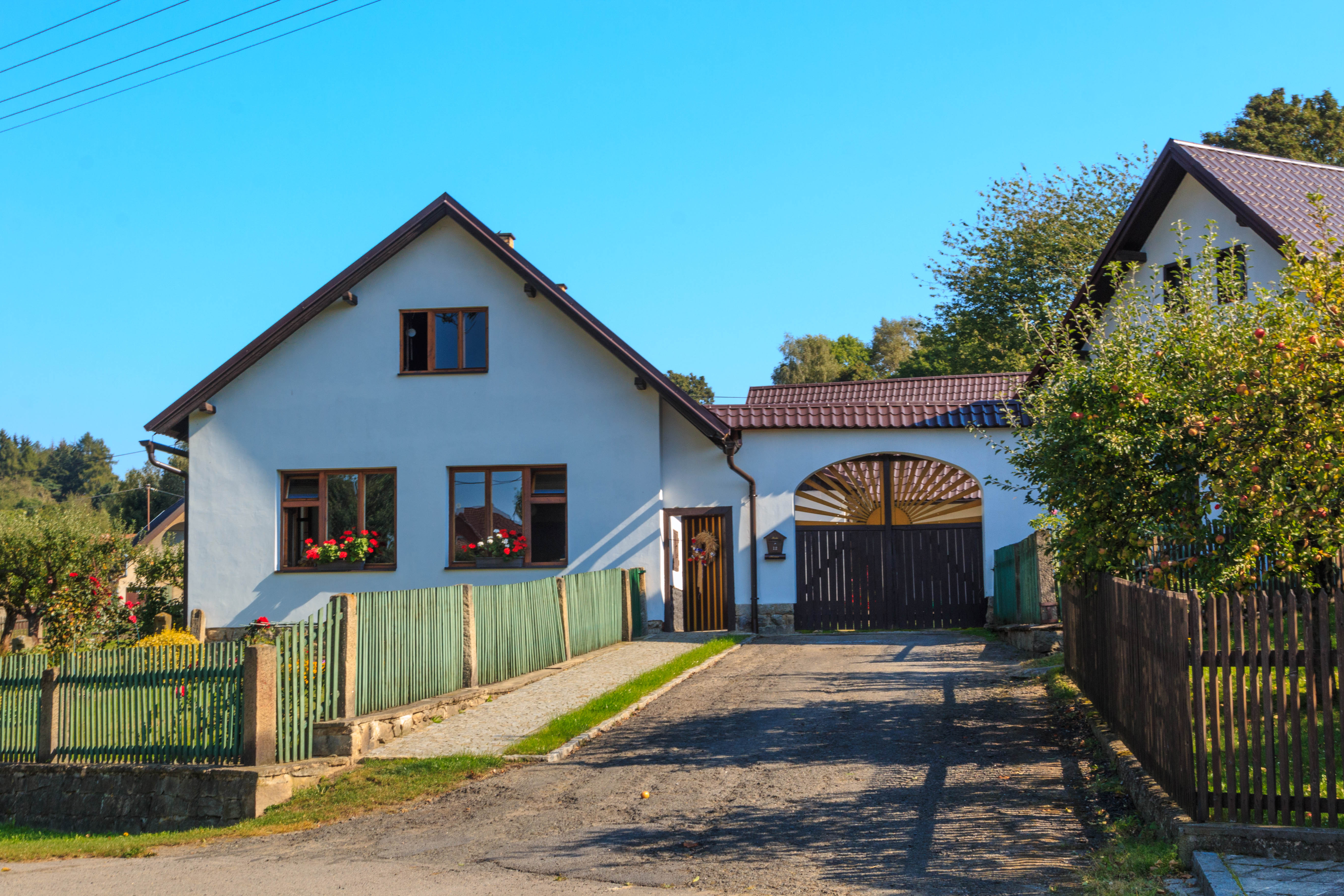
Dům čp. 12
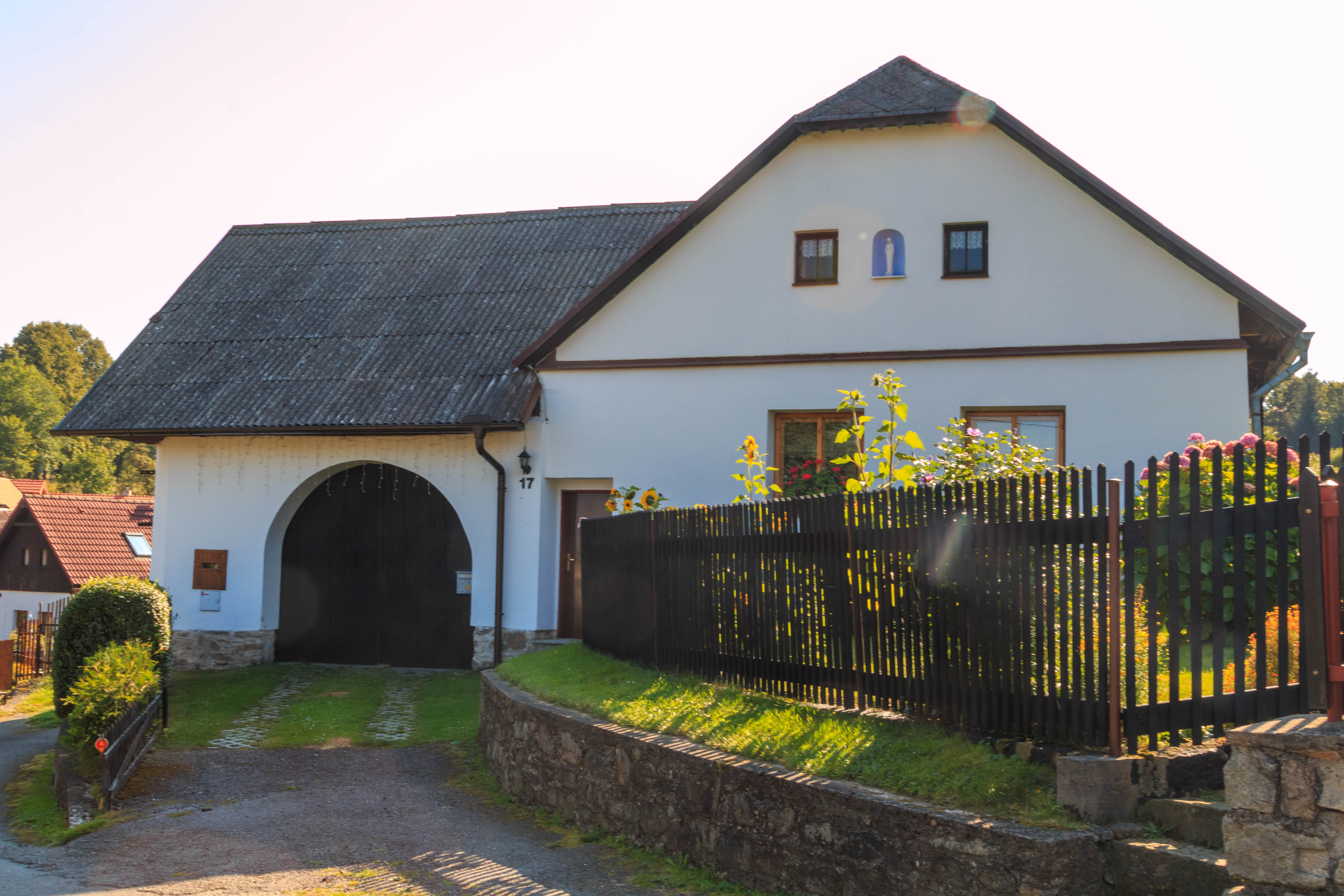
Dům čp. 17
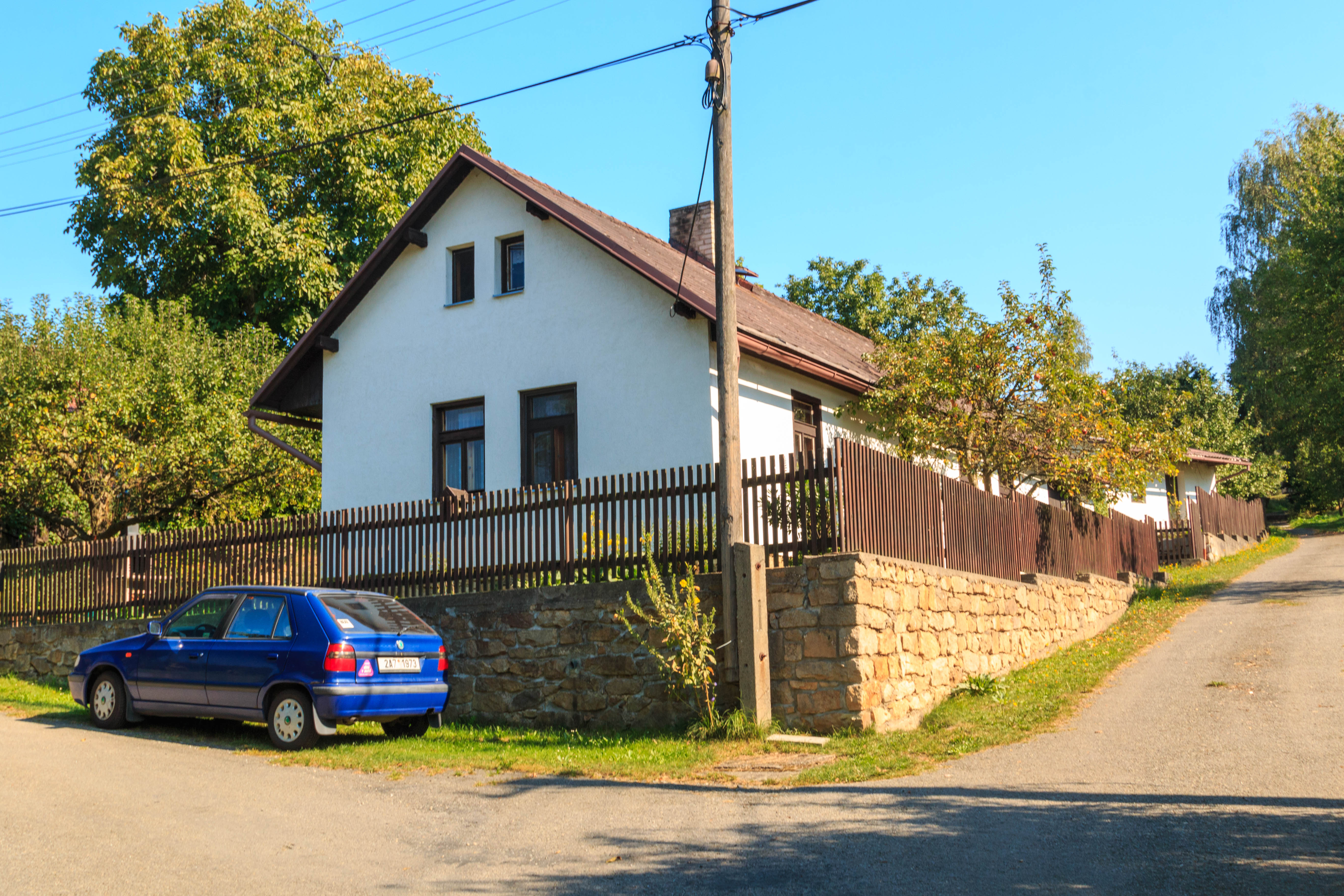
Dům čp. 4
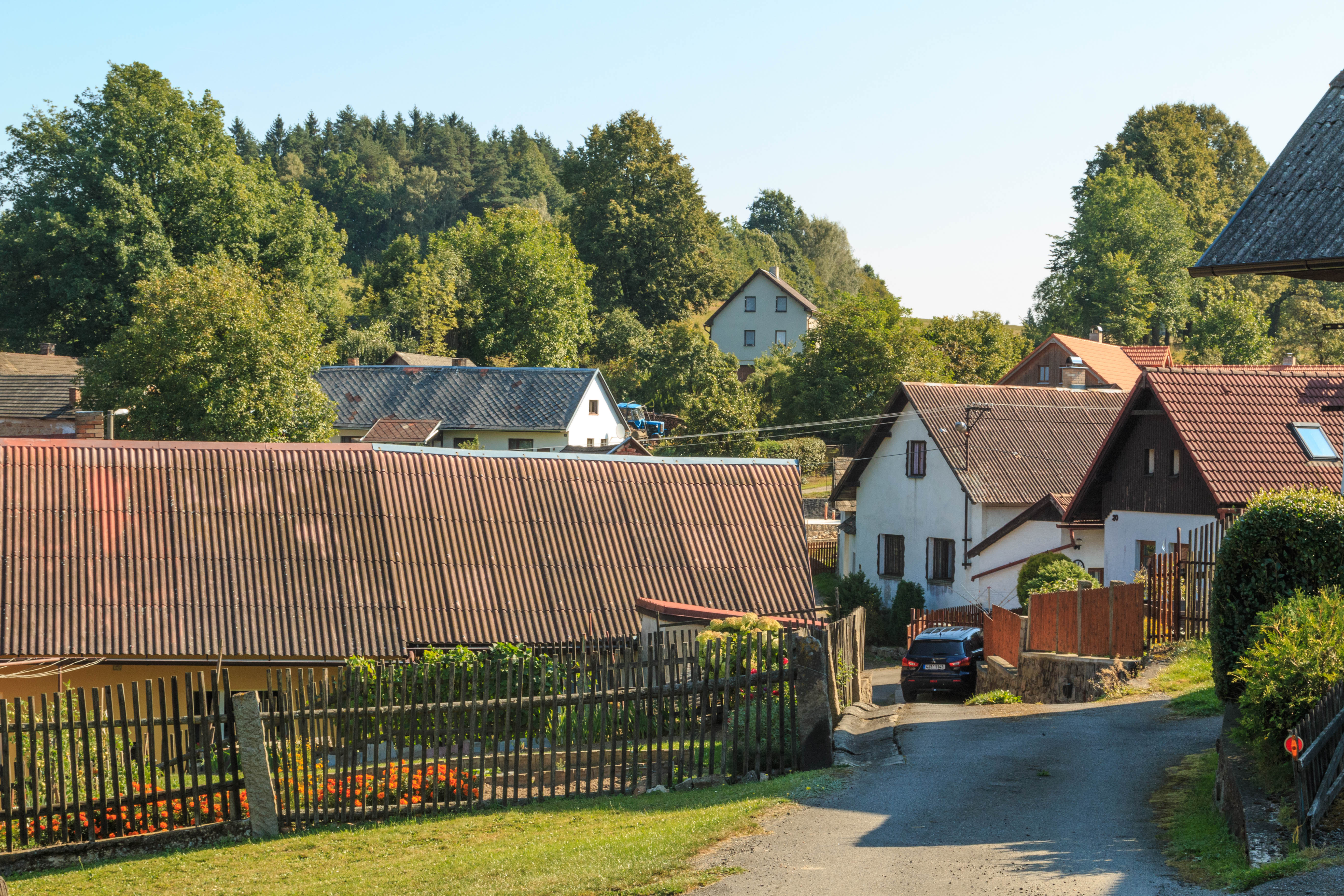
Dům čp. 20